# Deutsche Akademie (1925)

Mitteilungsblatt der DA

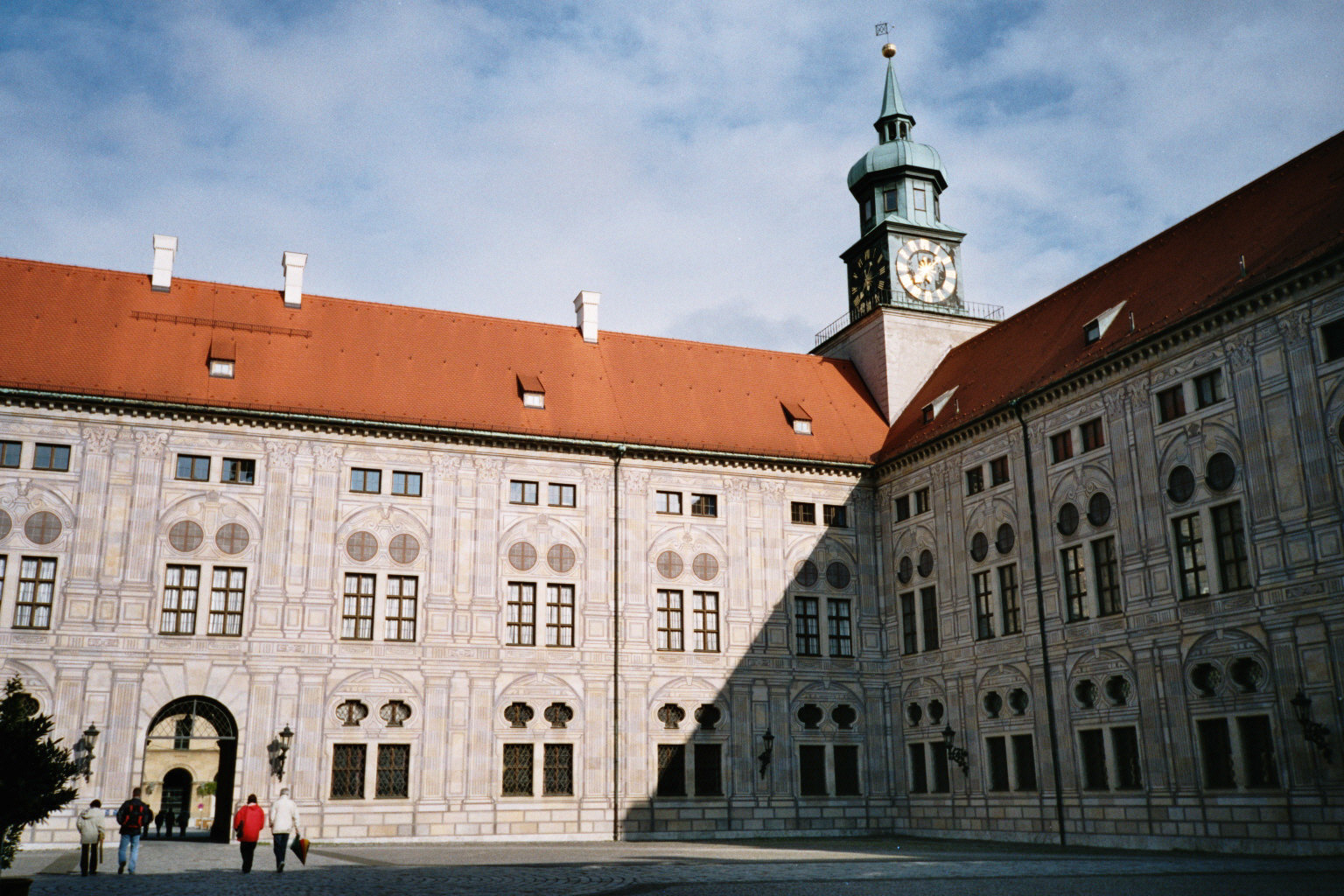
Standort Münchner Residenz

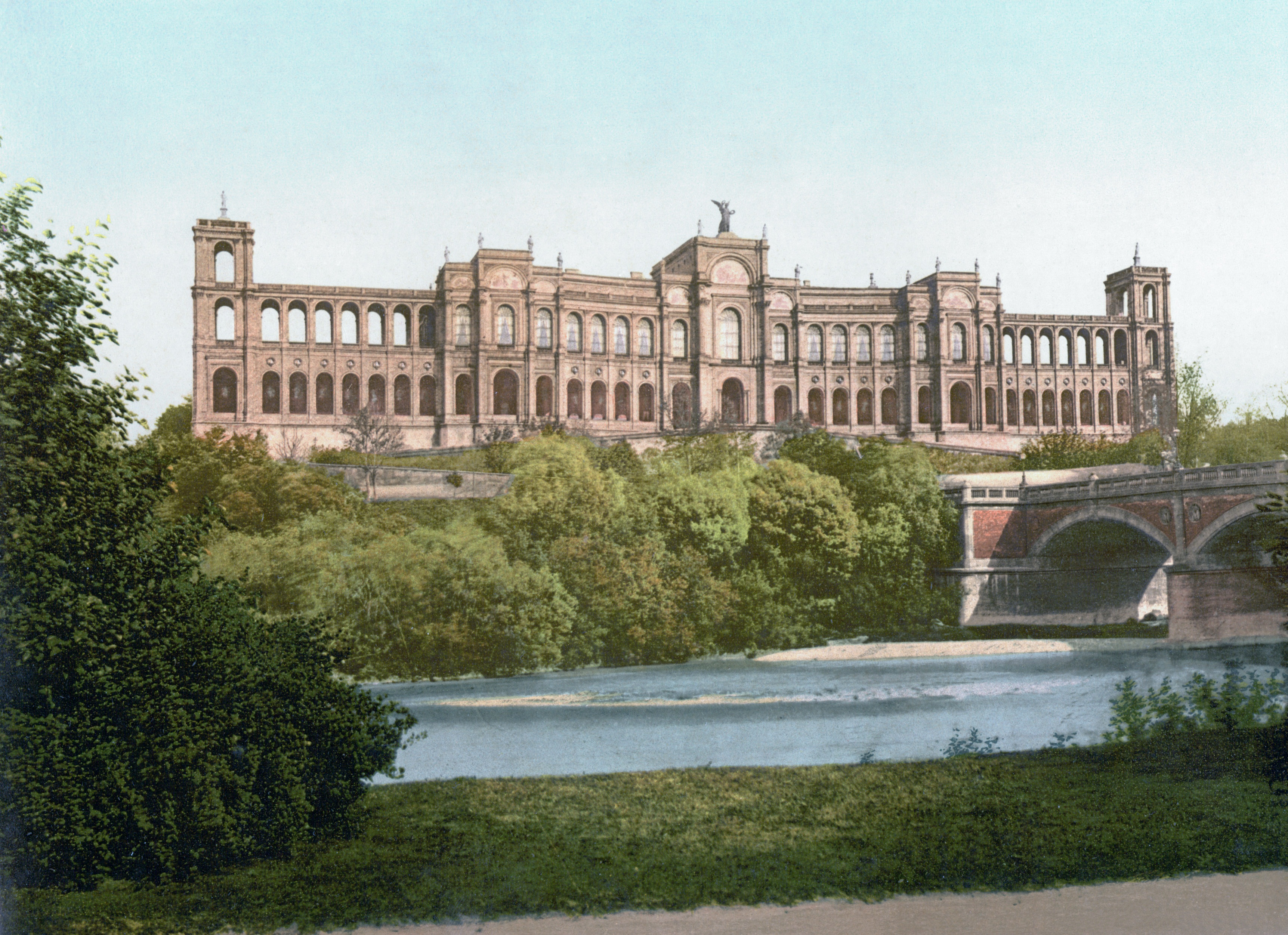
Standort Maximilianeum

Die Akademie zur Wissenschaftlichen Erforschung und Pflege des Deutschtums, kurz Deutsche Akademie, wurde 1925 in München als kulturpolitische Vereinigung zur Erforschung und Verbreitung deutscher Kultur sowie der Förderung der deutschen Sprache im Ausland gegründet. 1945 wurde sie aufgelöst. Die Deutsche Akademie ist Vorläuferin der heutigen Goethe-Institute.

## In der Weimarer Republik
Die Gründung erfolgte vor dem Hintergrund der „politischen“ und „wissenschaftspolitischen“ Situation zu Anfang der Weimarer Republik. In der Wissenschaft wurde eine Spezialisierung in zusammenhanglose „Einzeldisziplinen“ beklagt. Politisch beklagte man an den Universitäten die als unerwartet erfahrene Niederlage Deutschlands im Ersten Weltkrieg und den als „nationale Erniedrigung“ empfundenen Vertrag von Versailles. Die Stellung Deutschland im Bereiche der Kulturbeziehungen zum Ausland, die durch den Ersten Weltkrieg und die nachfolgende Deutschlands sollte nach diesen Ansichten einer Verbesserung zugeführt werden. Mit einer wissenschaftlichen Akademie sollte versucht werden, „durch die Nation und mit der Nation eine geistige Organisation zu begründen, die einem freien deutschen Volkstum helfen will, in zäher und zielbewusster Arbeit seinen Platz an der Sonne wieder zu erringen.“
1923 fassten mehrere Münchner Wissenschaftler, darunter Georg Pfeilschifter, Rektor der Ludwig-Maximilians-Universität, Hermann Oncken und Karl Haushofer, die Schaffung der „Deutschen Akademie (DA)“ ins Auge, die am 5. Mai 1925 als privater Verein offiziell gegründet wurde. Laut Satzung war die Aufgabe der Einrichtung die Pflege des Deutschtums sowie der „nicht amtlichen kulturellen Beziehungen zum Auslande und der Auslandsdeutschen zur Heimat im Dienste des deutschen Nationalbewußtseins“.
Erster Präsident wurde Pfeilschifter und erster Präsident der „Wissenschaftlichen Abteilung“ Oncken. Unter den weiteren Mitarbeitern befanden sich überwiegend nationalkonservative Wissenschaftler wie Karl Alexander von Müller, Hanns Dorn, Friedrich von der Leyen und Otto von Zwiedineck-Südenhorst. Ihnen zur Seite stand ein beratendes Gremium, der „Senat“, dessen 100 Mitglieder die wissenschaftliche und kulturpolitische Einbindung sowie die Finanzierung der DA sicherstellen sollten. Einer der „Senatoren“ war der spätere Wehrwirtschaftsführer Hermann Röchling. Die Akademie war bis 1932 in der Residenz am Odeonsplatz, danach im Maximilianeum untergebracht.
Organisatorisch war die Akademie in eine der Forschung dienende „Wissenschaftliche Abteilung“ mit vier Sektionen und eine kleinere „Praktische Abteilung“ unterteilt, die sich mit der Kulturarbeit im Ausland mit Konzentration auf die Auslandsdeutschen in Südosteuropa beschäftigen sollte. Die praktische Abteilung sollte vor allem Sprachpflege und Sprachunterricht betreiben, die wissenschaftliche sollte einen „geistigen Mittelpunkt für alle Deutschen in der Welt schaffen“. Diese Arbeitsschwerpunkte führten die DA, die zu ihrer Finanzierung auf Spendengelder angewiesen war, bereits in den ersten Jahren in eine finanzielle Krise, da sie sich einer erheblichen Anzahl konkurrierender Institutionen gegenübersah, darunter dem Deutschen Akademischen Austauschdienst, dem Deutschen Auslandsinstitut und dem Verein für das Deutschtum im Ausland.
Ab 1928/29 erfolgte deshalb unter dem Pressereferenten und späteren Generalsekretär Franz Thierfelder eine Neuausrichtung der inhaltlichen Arbeit, bei der nun die „Sprachförderung im Ausland“ auf der Basis von „Offenheit und Gegenseitigkeit“ in den Mittelpunkt rückte. 1930 wurden die ersten Sprachschulen in Südosteuropa, 1932 als weitere Abteilung das „Goethe-Institut zur Fortbildung ausländischer Deutschlehrer“ eingerichtet. Ab Anfang der 1930er Jahre erhielt die DA deshalb Zuschüsse des Auswärtigen Amts.

## Zeit des Nationalsozialismus
Nach 1933 politisierte sich die DA, passte sich dem nun geforderten „völkischen“ Gedanken an und führte organisatorisch das „Führerprinzip“ ein. Der „Senat“ wurde von unerwünschten Mitgliedern wie Konrad Adenauer, Max Liebermann und Thomas Mann „gesäubert“. Thierfelder musste Ende 1937 aus der Akademie ausscheiden. 1934 übernahm der Rudolf-Heß-Freund Karl Haushofer die Präsidentschaft. Dessen Nachfolger Leopold Kölbl, Professor für Geowissenschaften an der Münchner Universität und SA-Standartenführer, musste 1939 wegen des Vorwurfes der „Unzucht mit Männern“ von seinem Amt zurücktreten und wurde in einem Gerichtsverfahren zu zwei Jahren Festungshaft bestraft. SA und NSDAP entzogen ihm die Mitgliedschaft. Seine Nachfolge übernahm der Alte Kämpfer und bayerische NSDAP-Ministerpräsident Ludwig Siebert, dem später der Himmler-Protegé Walther Wüst sowie der Reichskommissar für die besetzten Niederlande Arthur Seyß-Inquart folgten.
Im Wirtschaftsrat unter Vorsitz von Emil Georg von Stauß saßen im Jahre 1935 u. a.: Ernst Brandi (Gelsenkirchener Bergwerks-AG), August Diehn (Kali-Syndikat), Otto Christian Fischer (Reichskreditgesellschaft), Friedrich Flick, Fritz Gajewski (I.G. Farben), Ernst Poensgen (Vereinigte Stahlwerke), Günther Quandt, Friedrich Reinhart (Commerzbank), Kurt Freiherr von Schröder, Paul Rohde, Fritz Springorum (Hoesch AG) und Martin Wronsky (Deutsche Luft Hansa).
Bis Anfang der 1940er Jahre war die DA ein Zankapfel im kulturpolitischen Kampf zwischen Außenminister Joachim von Ribbentrop, Heinrich Himmlers Forschungsgemeinschaft Deutsches Ahnenerbe, Alfred Rosenberg und dem Propagandaministerium, den letztendlich Propagandaminister Joseph Goebbels für sich entschied. Im November 1941 wurde die DA per „Führererlass“ in eine Körperschaft des öffentlichen Rechts umgewandelt. Im gleichen Jahr hatte Präsident Siebert die neue Ausrichtung der Akademie als „Waffe“ im Weltanschauungskampf formuliert:

„Es ist für uns Deutsche ein erhebendes Bewußtsein, daß wir in dem uns aufgezwungenen Kampfe nicht nur mit den Waffen, sondern auch mit den geistigen Kräften unvergleichlich unseren Gegnern gegenübertreten, daß nicht nur Festungen fallen, Stellungen überrannt werden, die aus Zement und Eisen errichtet wurden, sondern auch geistige Mauern niedergerissen werden, weil sie längst morsch und überlebt sind.“

Die ab 1941 neu aufgenommene Propagandatätigkeit der DA für den nationalsozialistischen Staat führte zu einer extremen Ausweitung ihrer Aktivitäten. Der Jahresetat wuchs von 550.000 Reichsmark 1939 auf 9 Millionen RM im Jahr 1944 und überstieg damit den der renommierten Preußischen Akademie der Wissenschaften um das 18fache, den der Bayerischen Akademie der Wissenschaften um das 40fache. Die Mitarbeiterzahl der Akademie stieg von unter 100 auf etwa 1.000. Es wurden 105 Lektorate und etwa 250 Sprachschulen in besetzten, verbündeten und neutralen Staaten betrieben. 1942 nahmen ungefähr 64.000 Hörer an Sprachkursen teil. Daneben veröffentlichte die DA Lehrmaterialien, so eine Sprachfibel für volksdeutsche Angehörige der Wehrmacht und ausländische Freiwillige der Waffen-SS.
Der kriegsbedingte Niedergang kam schleichend. Im April 1944 wurden die Münchner Gebäude der Akademie durch Bombenangriffe zerstört. 111 der Lektoren waren zum Wehrdienst eingezogen worden, weitere wurden Ende 1944 zum Volkssturm verpflichtet. Im März 1945 wurden die Auslandslektorate geschlossen, im April 1945 kam es zum Stillstand der Akademietätigkeiten.

## Übergang zum „Goethe-Institut“
Nach Kriegsende wurde Thierfelder im Juni 1945 zum kommissarischen Generalsekretär berufen. Die Akademie wurde aber zum 31. Dezember 1945 von der US-Besatzungsmacht aufgelöst, da sie als „europaweit agierende Propaganda- und Spionagezentrale“ galt. 1950 wurde die „Deutsche Akademie“ wieder ins Münchner Vereinsregister eingetragen, um den Zugriff auf das erhebliche Vermögen der aufgelösten Institution zu sichern. Das dadurch auf dem Vergleichsweg vom Land Bayern erhaltene Geld wurde 1951 bei der Gründung des „Goethe-Instituts“ (GI) eingesetzt, an der ebenfalls Thierfelder beteiligt war.
Das „Goethe-Institut“ wies in seiner Anfangsphase eine erhebliche personelle Kontinuität zu seiner Vorläuferorganisation auf. Die Hälfte der Unterzeichner der Gründungsurkunde waren zuvor bei der DA tätig, so der erste GI-Präsident Kurt Magnus, ebenso zahlreiche Mitarbeiter wie GI-Vorstandsmitglied Richard Fehn, Dora Schulz und der spätere GI-Direktor Richard Wolf. Thierfelder selbst war im Vorstand des GI und bis 1959 Generalsekretär des Instituts für Auslandsbeziehungen.